# 1344

## Události
- 30. duben – pražské biskupství je povýšeno na arcibiskupství, prvním pražským arcibiskupem se stává Arnošt z Pardubic
- zahájena stavba katedrály sv. Víta (která trvala až do 20. století)
- křižáci dobyli Smyrnu
- Kastilie získala Algecirasu

### Probíhající události
- 1337–1453 – Stoletá válka

## Narození
- 18. září – Marie Francouzská, vévodkyně z Baru († 1404)
- 10. října – Marie Anglická, hraběnka z Montfort-l'Amaury a vévodkyně bretaňská († 1362)
- 8. listopadu – Robert I. z Baru, vévoda z Baru († 12. dubna 1411)
- ? – Menhard Bavorský, hornobavorský vévoda a tyrolský hrabě († 1363)
- ? – Beatrix Bavorská, manželka švédského protikrále Erika XII. († 25. prosince 1359)

## Úmrtí
- 10. srpna – Leopold II. Habsburský (* 1328)
- 11. prosince – Fridrich II. Habsburský, syn vévody Oty Veselého (* 10. února 1327)
- 24. prosince – Jindřich IV. z Baru, hrabě z Baru (* 1315/1320)
- ? – Simone Martini, italský gotický malíř (* 1284)
- ? – Levi ben Geršom, židovský rabín, filosof, matematik a astronom (* 1288)

## Hlavy států
- České království – Jan Lucemburský
- Svatá říše římská – Ludvík IV. Bavor
- Papež – Klement VI.
- Anglické království – Eduard III.
- Francouzské království – Filip VI. Francouzský
- Polské království – Kazimír III. Veliký
- Uherské království – Ludvík I. Uherský
- Byzantská říše – Jan V. Palaiologos a Jan VI. Kantakuzenos (regent)